# Islandia en los Juegos Mundiales de Birmingham 2022
Islandia fue uno de los 110 países que compitieron en los Juegos Mundiales de 2022.
La delegación de Islandia estuvo compuesta de 4 deportistas que participaron en 2 disciplinas.
Islandia no logró ganar ninguna medalla en el evento.

## Delegación

### Baile
| Atleta                         | Primera ronda | Primera ronda | Primera ronda | Primera ronda | Primera ronda | Semifinal  | Semifinal   | Semifinal  | Semifinal  | Semifinal  | Final      | Final       | Final      | Final      | Final      | Posición |
| Atleta                         | Samba         | Cha cha cha   | Rumba         | Pasodoble     | Jive          | Samba      | Cha cha cha | Rumba      | Pasodoble  | Jive       | Samba      | Cha cha cha | Rumba      | Pasodoble  | Jive       | Posición |
| ------------------------------ | ------------- | ------------- | ------------- | ------------- | ------------- | ---------- | ----------- | ---------- | ---------- | ---------- | ---------- | ----------- | ---------- | ---------- | ---------- | -------- |
|                                | Puntuación    |               |               |               |               |            |             |            |            |            |            |             |            |            |            |          |
| Hanna Run Bazev y Nikita Bazev | 31.58         | 32.33         | 32.97         | 32.17         | 31.67         | Eliminados | Eliminados  | Eliminados | Eliminados | Eliminados | Eliminados | Eliminados  | Eliminados | Eliminados | Eliminados | 18       |

### Levantamiento de potencia
| Varonil                  |                  |                |                |                |                |                |                |                |
| Julian J.K. Johannsson   | Peso Súperpesado | 395.0          | 312.5          | 375.0          | 1082.5         | 95.31          | 9              |                |
| Femenil                  |                  |                |                |                |                |                |                |                |
| Soley Margret Jonsdottir | Peso Súperpesado | No se presentó | No se presentó | No se presentó | No se presentó | No se presentó | No se presentó | No se presentó |